# 南方橡膠
南方橡膠工業股份有限公司為越南國營的輪胎製造商，成立於1976年4月19日，總部設於胡志明市第三郡第六坊，主要產品為自行車、機車、卡車、堆高機、農業機械等機動車輛之內、外胎，另外也生產橡膠手套、汽車橡膠管、汽車輻射層輪胎等製品。
該公司與北越的金星橡膠、中越的峴港橡膠等二家公司合稱為越南三大國營輪胎廠；若以年度銷售額計算，2014年該公司在全世界排行第68名。

## 历史
自1976年越南社會主義共和國成立以來，政府當局合併位於南方的數家橡膠廠，合稱為南方橡膠工業股份有限公司。像該公司轄下的霍門廠，在法國殖民時期為米其林輪胎生產自行車胎。1997年該公司與日本橫濱橡膠合資在霍門縣設廠，2005年12月15日開始為德國馬牌輪胎代工生產輕型卡車輪胎。2007年6月7日起與印度JK輪胎公司簽約，代工製造卡車輪胎。此外，該公司也與日本帝都橡膠公司合作，代工製造汽車用膠管。

## 旗下關係企業
該公司轄下的關係企業共有：
- 總公司：胡志明市第三郡第六坊阮氏明開路180號
- 霍門廠：胡志明市第十二郡新泰協坊
- 同奈廠：同奈省邊和工業區第一期安平坊
- 奠邊廠：胡志明市第四郡阮蒯路9號
- 平利廠：胡志明市守德郡協平正坊
- 新平廠：胡志明市新富郡西盛坊
- 手套廠：胡志明市守德郡協平正坊
- 平陽廠：平陽省新淵縣淵宏市鎮

## 外部連結
- （越南文）南方橡膠官方網站 （页面存档备份，存于）